# IJslandse parlementsverkiezingen 2016
De parlementsverkiezingen van IJsland werden op 29 oktober 2016 gehouden en gewonnen door de Onafhankelijkheidspartij.
De regerende onafhankelijkheidspartij won met 29 procent van de stemmen en kreeg daarmee 21 van de 63 zetels. Tegen de verwachting in werd de Piratenpartij niet de grootste. De premier van IJsland Sigurður Ingi Jóhannsson nam na de tegenvallende uitslag voor zijn Progressieve Partij zijn ontslag.

## Externe link

Peilingen in aanloop naar de IJslandse parlementsverkiezingen 2016
Uitslag

## Zetelverdeling[3]
| Kleur | Partij                                           | Partijleider             | Stemmen | %             | Zetels  |
| ----- | ------------------------------------------------ | ------------------------ | ------- | ------------- | ------- |
|       | Onafhankelijkheidspartij (Sjálfstæðisflokkurinn) | Bjarni Benediktsson      | 54.990  | 29,0 (+2,3%)  | 21 (+2) |
|       | Links-Groen (Vinstrihreyfingin - grænt framboð)  | Katrín Jakobsdóttir      | 30.166  | 15,9 (+5,0%)  | 10 (+3) |
|       | Piratenpartij (Píratar)                          | Birgitta Jónsdóttir      | 27.449  | 14,5 (+9,4%)  | 10 (+7) |
|       | Progressieve Partij (Framsóknarflokkurinn)       | Sigurður Ingi Jóhannsson | 21.791  | 11,5 (-12,9%) | 8 (-11) |
|       | Hervorm (Viðreisn)                               | Benedikt Jóhannesson     | 19.870  | 10,5 (+10,5%) | 7 (+7)  |
|       | Heldere Toekomst (Björt framtíð)                 | Óttarr Proppé            | 13.578  | 7,2 (-1,0%)   | 4 (-2)  |
|       | Sociaaldemocratische Alliantie (Samfylkingin)    | Oddný G. Harðardóttir    | 10.893  | 5,7 (-7,2%)   | 3 (-6)  |
|       | Burgerbeweging (Borgarahreyfingin)               | Herbert Sveinbjörnsson   | 6.707   | 3,5 (+3,5%)   | 0 (0)   |
|       | Dageraad (Dögun)                                 | Helga Þórðardóttir       | 3.275   | 1,7 (-1,4%)   | 0 (0)   |
|       | Volksfront van IJsland (Alþýðufylkingin)         | Þorvaldur Þorvaldsson    | 575     | 0,3 (+0,2%)   | 0 (0)   |
|       | IJsland Nationaal Front (Íslenska þjóðfylkingin  | Helgi Helgason           | 303     | 0,2 (+0,2%)   | 0 (0)   |
|       | Humanistische Partij (Húmanistaflokkurinn)       | Júlíus Valdimarsson      | 33      | 0,0 (-0,1%)   | 0 (0)   |
|       | blanco en ongeldige stemmen                      |                          | 5.574   | 0             | 0       |
|       | Totaal                                           |                          | 195.204 | 100           | 63      |

## Opkomst en geldige stemmen
|                   | 2016            |
| ----------------- | --------------- |
| Kiesgerechtigde   | 246.515         |
| Opkomst           | 195.200 (79,2%) |
| Niet verschenen   | 51.315 (20,8%)  |
| Geldige stemmen   | 195.204         |
| Ongeldige stemmen | 700             |
| Blanco stemmen    | 4.874           |